# Clima de Aragón

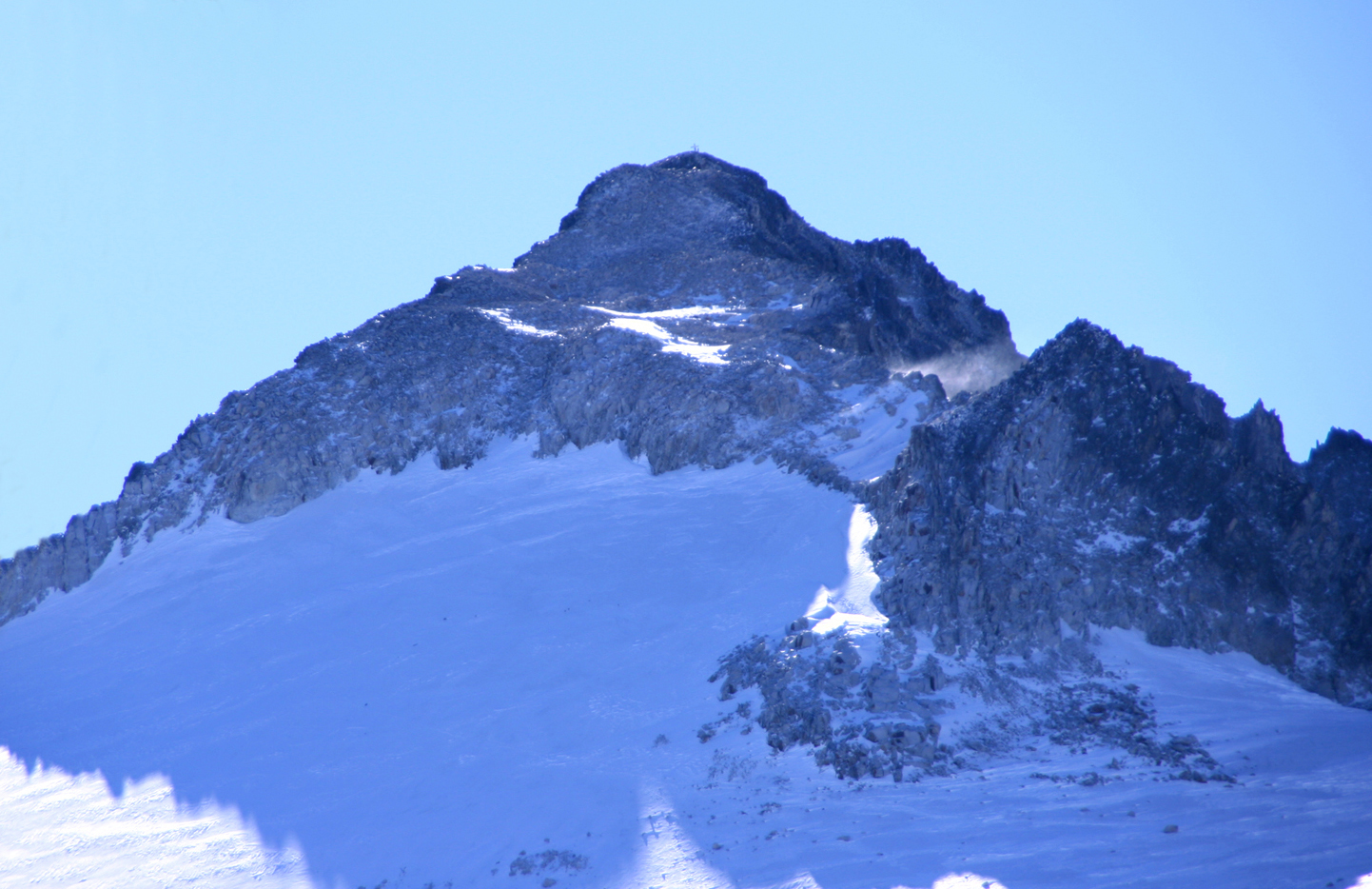
El Aneto, pico más alto del Pirineo, en el norte de la provincia de Huesca.

El clima de Aragón es en términos generales mediterráneo continental con inviernos fríos y veranos calurosos y secos. 
Aragón geográficamente se encuentra encajonada por los Pirineos por el norte, el Sistema Ibérico por el oeste y sur, y las sierras costeras catalanas por el este; estas cadenas de montañas actúan como barreras y frenan la influencia suavizadora de los mares y, a la vez, la llegada de los vientos húmedos, lo cual produce alta amplitud térmica y pocas precipitaciones.
Hay una gran variedad de paisaje debido a los diferentes microclimas que se originan por la orografía: Aragón tiene desde zonas esteparias como los Monegros hasta glaciares y nieves perpetuas en el Pirineo central.
Las temperaturas medias anuales en Aragón son relativamente altas debido a la protección que recibe el territorio por los sistemas montañosos; en el valle del Ebro la temperatura media anual es de alrededor de 15 °C y en las zonas más altas tan solo de 7 °C. La alta amplitud térmica es muy notable en casi todo el territorio, sobre todo en la zona de Teruel donde en invierno se suele bajar por debajo de los 10 °C negativos, mientras que en verano se rondan los 35 °C. El resto del territorio ronda entre los 10 °C y los 14 °C de media anual.

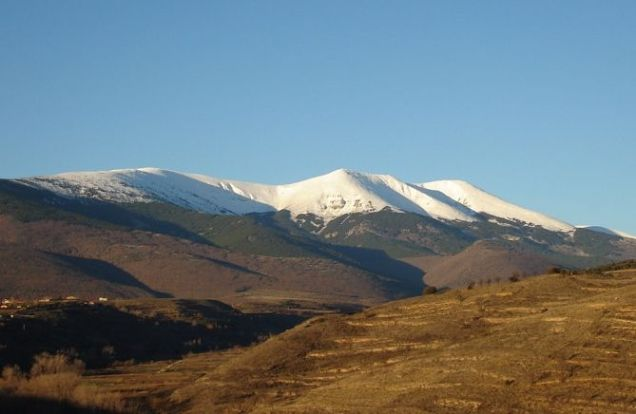
El Moncayo, pico más alto del Sistema Ibérico, en el oeste de la provincia de Zaragoza

Las precipitaciones son escasas e irregulares en muchas zonas del territorio, debido a la orografía como ya se ha dicho; en el Pirineo se produce el efecto Föhn que provoca un gran contraste entre las zonas más altas que pueden recibir más de 2000 mm al año entre lluvia y nieve y las zonas más bajas que no llega a 350 mm al año. Las precipitaciones en el resto del territorio rondan entre los 800 mm y los 300 mm anuales.
En casi todo el territorio siempre hay sequía estival, los meses de verano son muy secos y solo son paliados por las tormentas estivales, las estaciones más lluviosas son la primavera y el otoño. [cita requerida]
El viento dominante es el cierzo, que discurre por todo el valle del Ebro en dirección noroeste; se origina cuando hay un anticiclón en el golfo de Vizcaya y una borrasca en el Mediterráneo occidental que canaliza el viento por todo el valle, provocando una sensación de frío en invierno y de fresco en verano; además de ser muy seco, el cierzo puede alcanzar velocidades de 100 km/h. Este viento aunque por un lado sea seco y provoque un efecto negativo en la vegetación, por otro lado se utiliza para la producción de energía eólica a base de aerogeneradores, sobre todo en la Muela, además sirve para librar de la contaminación atmosférica las grandes ciudades como Zaragoza; cuando hay muchos días de estabilidad atmosférica las partículas contaminantes se acumulan en el aire, lo que provoca el esmog.
El otro viento importante es el bochorno un viento de dirección sureste templado y húmedo en primavera e invierno y muy seco en verano, lo que provoca una bajada brusca y rápida de la humedad relativa en el ambiente. [cita requerida]

## Tipos climáticos de Aragón

### Clima mediterráneo continental semidesértico

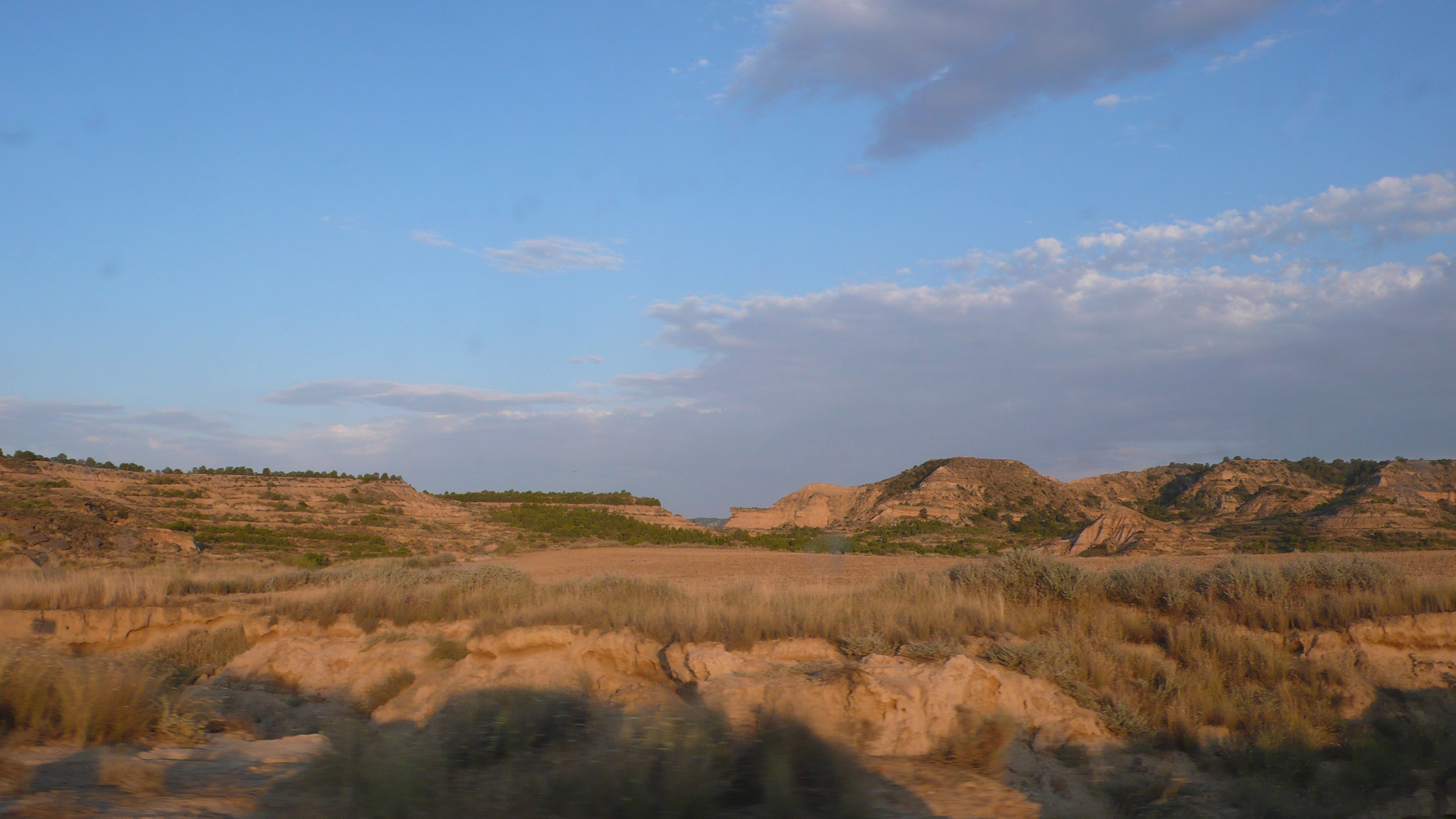
Paraje de los Monegros.

Se da en todo la zona del valle del Ebro, la provincia de Zaragoza, sur de la provincia de Huesca y noroeste de la provincia de Teruel. Se puede considerar BSk, o semiárido frío en la clasificación climática de Köppen.
Este microclima es igual al mediterráneo continental con la diferencia de las temperaturas más altas y menor cantidad de precipitaciones. Como en todo el valle este clima se origina por la baja altitud y el encajonamiento por los Pirineos y el Sistema Ibérico. Las temperaturas medias anuales rondan entre los 14,5 °C y los 15 °C y los inviernos son relativamente fríos; por ejemplo en Zaragoza la media de enero de las temperaturas mínimas diarias es de 2,4 °C y la media de julio de las temperaturas máximas diarias es de 32,4 °C; es un ejemplo del gran contraste entre invierno y verano. Las precipitaciones rondan en todo el valle entre 300 mm y 450 mm; se concentran en otoño y primavera, y en invierno las nevadas son muy ocasionales. Otro fenómeno atmosférico es la niebla que se puede producir en cualquier estación menos en verano y puede reducir la visibilidad a menos de un kilómetro y provocar que las temperaturas sean más bajas en el valle que en los picos más altos si la niebla es persistente. El cierzo es el viento dominante que marca la vegetación de la zona.

### Clima mediterráneo continental
Se da en la parte central de la provincia de Huesca y en zonas de la provincia de Teruel, y en general en las partes no muy altas más alejadas del centro de la depresión del Ebro. Este clima se da en los somontanos y es como si fuera un transición entre el clima de montaña y el semidesértico.
Las temperaturas suelen rondar entre los 9 °C y los 14 °C. Los inviernos son fríos y los veranos cálidos, la amplitud térmica es muy parecida a la del valle del Ebro.
Las precipitaciones suelen estar entre los 400 mm y los 1000 mm, se concentran en primavera y otoño; en invierno hay más probabilidad de que haya nevadas. También se producen bancos de niebla en las faldas de las grandes montañas, y en verano se producen tormentas estivales.
El cierzo también afecta aunque de menor manera que en el centro del valle de Ebro.
Las temperaturas y las precipitaciones varían mucho en este entorno ya que dependen de la altitud y de factores microclimáticos.

### Clima continental moderado de montaña
Se da en la depresión Calatayud-Daroca-Teruel.
Se produce por el encajonamiento entre montañas por el oeste y el este, que hace que no lleguen los húmedos vientos atlánticos o mediterráneos. La altitud ronda entre los 600 m y los 950 m.
Este clima es uno de los más duros de Europa ya que cuenta con bruscas variaciones de hasta 20 °C en un mismo día en las estaciones equinocciales. Además en esta zona se registran las temperaturas mínimas más frías de la península ibérica, a pesar de no ser una zona especialmente elevada; Calamocha registró una mínima de -30 °C en diciembre de 1963. La amplitud térmica es también bastante elevada.
Las precipitaciones son escasas, los niveles más altos llegan a los 500 mm. Las nevadas son habituales en invierno por las bajas temperaturas pero no por la abundancia de precipitación. Las tormentas también son frecuentes en verano.

### Clima de montaña

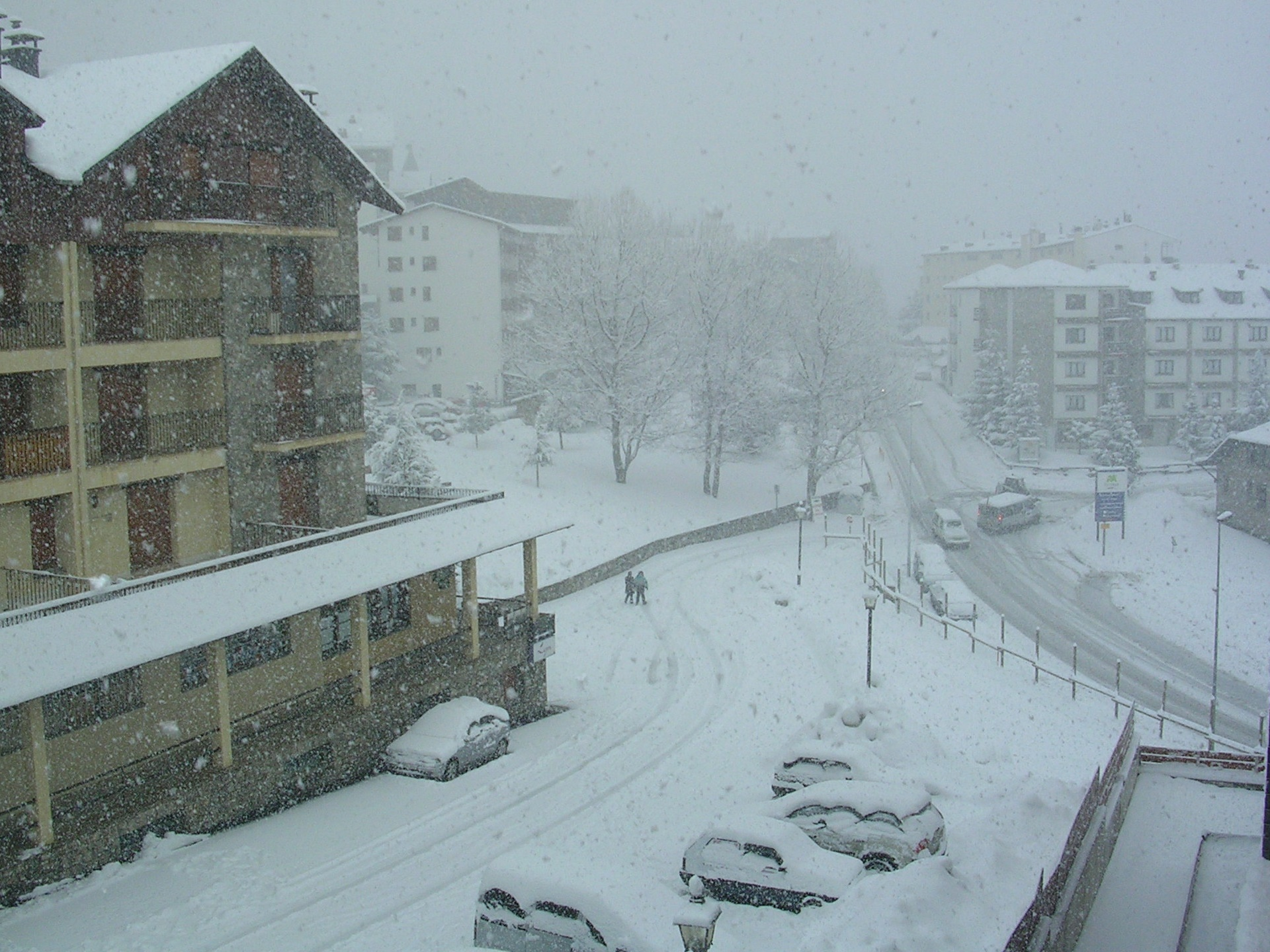
Nevada en Formigal (Huesca).

Se da en el Pirineo y en las partes más altas del Sistema Ibérico.
El clima es más extremo en el Pirineo dada su mayor altitud y su localización más al norte.
En el Pirineo las temperaturas medias anuales suelen ser de 7 °C, con nevadas importantes durante el invierno. Los veranos son cortos y algo calurosos y los inviernos son fríos y largos. En algunas localidades puede haber riesgos de heladas durante 8 meses al año.
Las precipitaciones suelen rondar entre los 1400 mm y los 2000 mm, en las cimas, no llega a haber sequía estival pero en verano la cantidad de precipitaciones decae bastante. Desde finales de octubre hasta mediados de abril hay riesgo de nevadas, aunque depende de la comarca.
En el sistema Ibérico el clima es un poco menos frío y bastante menos lluvioso debido su posición geográfica. Las temperaturas medias anuales suelen rondar los 8 °C y las precipitaciones entre los 700 mm y los 900 mm, en las cimas.

## Récords en las capitales de provincia[2]
- Temperatura máxima absoluta: 44,5 °C (7 de julio de 2015) en Zaragoza.
- Temperatura mínima absoluta: -21.0 °C (12 de enero de 2021) en Teruel.
- Racha máx. viento:157 km/h (1 de julio de 2018) en Zaragoza.
- Precipitación mensual más alta: 236.4 l/m2 (marzo de 1974) en Huesca.
- Precipitación máxima en un día: 110.8 l/m2 (24 de septiembre de 1959) en Huesca.
- Máximo número de días de tormenta en el mes: 13 (septiembre de 1986) en Teruel.
- Máximo número de días de nieve en el mes: 8 (enero de 1945) en Huesca.
- Máximo número de días de lluvia en el mes: 24 (mayo de 2008) en Huesca.